# Qualifications au championnat d'Europe féminin de basket-ball 2019
 (septembre 2019).
Si vous disposez d'ouvrages ou d'articles de référence ou si vous connaissez des sites web de qualité traitant du thème abordé ici, merci de compléter l'article en donnant les références utiles à sa vérifiabilité et en les liant à la section « Notes et références ».
Navigation
Qualifications 2017 Qualifications 2021
Les qualifications pour le Championnat d'Europe de basket-ball féminin 2019 débutent en novembre 2017.
Hormis les deux pays organisateur, tous les pays passent par cette phase de qualification.

## Chapeaux
Trente-deux pays tentent de qualifier. Ils sont classées en quatre chapeaux :
| Chapeau 1 | Chapeau 2          | Chapeau 3       | Chapeau 4          |
| --------- | ------------------ | --------------- | ------------------ |
| Espagne   | Ukraine            | Croatie         | Finlande           |
| France    | Hongrie            | Roumanie        | Bulgarie           |
| Belgique  | République tchèque | Grande-Bretagne | Bosnie-Herzégovine |
| Grèce     | Slovénie           | Pologne         | Portugal           |
| Turquie   | Biélorussie        | Pays-Bas        | Estonie            |
| Italie    | Monténégro         | Islande         | Suisse             |
| Slovaquie | Israël             | Lituanie        | Albanie            |
| Russie    | Suède              | Allemagne       | Macédoine          |

## Compositions des groupes
Ils sont ensuite répartis en huit groupes.
| Groupe   | Chapeau 1 | Chapeau 2          | Chapeau 3       | Chapeau 4          |
| -------- | --------- | ------------------ | --------------- | ------------------ |
| Groupe A | Slovaquie | Monténégro         | Islande         | Bosnie-Herzégovine |
| Groupe B | Turquie   | Biélorussie        | Pologne         | Estonie            |
| Groupe C | Russie    | Hongrie            | Lituanie        | Albanie            |
| Groupe D | Grèce     | Israël             | Grande-Bretagne | Portugal           |
| Groupe E | France    | Slovénie           | Roumanie        | Finlande           |
| Groupe F | Espagne   | Ukraine            | Pays-Bas        | Bulgarie           |
| Groupe G | Belgique  | République tchèque | Allemagne       | Suisse             |
| Groupe H | Italie    | Suède              | Croatie         | Macédoine          |

## Groupes
- Nations directement qualifiées pour l’Eurobasket féminin 2019
- Nations qualifiées en tant que meilleurs deuxièmes pour l’Eurobasket féminin 2019
- Nations non qualifiées pour l’Eurobasket féminin 2019

### Groupe A
| Rang | Équipe                       | Pts | J | G | P | Pp  | Pc  | Diff |  | Résultats (dom.\ext.)        |       |        |       |       |
| ---- | ---------------------------- | --- | - | - | - | --- | --- | ---- |  | ---------------------------- | ----- | ------ | ----- | ----- |
| 1    | Monténégro (2–2, +19)        | 10  | 6 | 4 | 2 | 451 | 378 | 73   |  | Monténégro (2–2, +19)        |       | 76-55  | 72-73 | 69-37 |
| 2    | Bosnie-Herzégovine (2–2, +1) | 10  | 6 | 4 | 2 | 493 | 452 | 41   |  | Bosnie-Herzégovine (2–2, +1) | 83-68 |        | 79-67 | 97-67 |
| 3    | Slovaquie (2–2, –20)         | 10  | 6 | 4 | 2 | 468 | 442 | 26   |  | Slovaquie (2–2, –20)         | 68-82 | 100-95 |       | 78-62 |
| 4    | Islande                      | 6   | 6 | 0 | 6 | 354 | 494 | -140 |  | Islande                      | 62-84 | 74-84  | 52-82 |       |

### Groupe B
| Rang | Équipe           | Pts | J | G | P | Pp  | Pc  | Diff |  | Résultats (dom.\ext.) |       |        |       |       |
| ---- | ---------------- | --- | - | - | - | --- | --- | ---- |  | --------------------- | ----- | ------ | ----- | ----- |
| 1    | Turquie (+6)     | 11  | 6 | 5 | 1 | 428 | 320 | 108  |  | Turquie (+6)          |       | 56-60  | 73-53 | 86-48 |
| 2    | Biélorussie (–6) | 11  | 6 | 5 | 1 | 448 | 358 | 90   |  | Biélorussie (–6)      | 54-64 |        | 71-50 | 80-63 |
| 3    | Pologne          | 8   | 6 | 2 | 4 | 383 | 401 | -18  |  | Pologne               | 49-68 | 62-70  |       | 82-51 |
| 4    | Estonie          | 6   | 6 | 0 | 6 | 349 | 529 | -180 |  | Estonie               | 56-81 | 63-113 | 68-87 |       |

### Groupe C
| Rang | Équipe   | Pts | J | G | P | Pp  | Pc  | Diff |  | Résultats (dom.\ext.) |        |        |        |        |
| ---- | -------- | --- | - | - | - | --- | --- | ---- |  | --------------------- | ------ | ------ | ------ | ------ |
| 1    | Russie   | 12  | 6 | 6 | 0 | 540 | 328 | 212  |  | Russie                |        | 56-53  | 64-62  | 148-35 |
| 2    | Hongrie  | 10  | 6 | 4 | 2 | 544 | 348 | 196  |  | Hongrie               | 64-71  |        | 78-76  | 137-48 |
| 3    | Lituanie | 8   | 6 | 2 | 4 | 550 | 413 | 137  |  | Lituanie              | 77-79  | 70-73  |        | 146-58 |
| 4    | Albanie  | 6   | 6 | 0 | 6 | 266 | 811 | -545 |  | Albanie               | 37-122 | 27-139 | 61-119 |        |

### Groupe D
| Rang | Équipe          | Pts | J | G | P | Pp  | Pc  | Diff |  | Résultats (dom.\ext.) |       |       |       |       |
| ---- | --------------- | --- | - | - | - | --- | --- | ---- |  | --------------------- | ----- | ----- | ----- | ----- |
| 1    | Grande-Bretagne | 11  | 6 | 5 | 1 | 451 | 397 | 54   |  | Grande-Bretagne       |       | 79-77 | 90-87 | 83-42 |
| 2    | Grèce           | 10  | 6 | 4 | 2 | 431 | 379 | 52   |  | Grèce                 | 61-59 |       | 83-57 | 81-59 |
| 3    | Israël          | 8   | 6 | 2 | 4 | 414 | 443 | -29  |  | Israël                | 74-76 | 65-63 |       | 59-56 |
| 4    | Portugal        | 7   | 6 | 1 | 5 | 348 | 425 | -77  |  | Portugal              | 56-64 | 60-66 | 75-72 |       |

### Groupe E
| Rang | Équipe         | Pts | J | G | P | Pp  | Pc  | Diff |  | Résultats (dom.\ext.) |        |       |       |       |
| ---- | -------------- | --- | - | - | - | --- | --- | ---- |  | --------------------- | ------ | ----- | ----- | ----- |
| 1    | France (+38)   | 11  | 6 | 5 | 1 | 520 | 302 | 218  |  | France (+38)          |        | 88-44 | 87-45 | 90-40 |
| 2    | Slovénie (–38) | 11  | 6 | 5 | 1 | 455 | 404 | 51   |  | Slovénie (–38)        | 68-62  |       | 78-70 | 97-57 |
| 3    | Roumanie       | 8   | 6 | 2 | 4 | 386 | 454 | -68  |  | Roumanie              | 61-90  | 59-80 |       | 71-60 |
| 4    | Finlande       | 6   | 6 | 0 | 6 | 328 | 529 | -201 |  | Finlande              | 44-103 | 68-88 | 59-80 |       |

### Groupe F
| Rang | Équipe   | Pts | J | G | P | Pp  | Pc  | Diff |  | Résultats (dom.\ext.) |       |       |       |       |
| ---- | -------- | --- | - | - | - | --- | --- | ---- |  | --------------------- | ----- | ----- | ----- | ----- |
| 1    | Espagne  | 12  | 6 | 6 | 0 | 502 | 312 | 190  |  | Espagne               |       | 84-71 | 92-26 | 97-57 |
| 2    | Ukraine  | 10  | 6 | 4 | 2 | 475 | 367 | 108  |  | Ukraine               | 68-72 |       | 84-49 | 94-44 |
| 3    | Pays-Bas | 8   | 6 | 2 | 4 | 353 | 459 | -106 |  | Pays-Bas              | 48-65 | 58-72 |       | 89-68 |
| 4    | Bulgarie | 6   | 6 | 0 | 6 | 349 | 451 | -102 |  | Bulgarie              | 42-92 | 60-86 | 78-83 |       |

### Groupe G
| Rang | Équipe                  | Pts | J | G | P | Pp  | Pc  | Diff |  | Résultats (dom.\ext.)   |       |       |        |       |
| ---- | ----------------------- | --- | - | - | - | --- | --- | ---- |  | ----------------------- | ----- | ----- | ------ | ----- |
| 1    | République tchèque (+1) | 11  | 6 | 5 | 1 | 436 | 325 | 111  |  | République tchèque (+1) |       | 53-48 | 82-67  | 62-35 |
| 2    | Belgique (–1)           | 11  | 6 | 5 | 1 | 477 | 348 | 129  |  | Belgique (–1)           | 66-62 |       | 103-60 | 98-59 |
| 3    | Allemagne               | 8   | 6 | 2 | 4 | 375 | 457 | -82  |  | Allemagne               | 56-89 | 58-77 |        | 78-52 |
| 4    | Suisse                  | 6   | 6 | 0 | 6 | 309 | 467 | -158 |  | Suisse                  | 53-88 | 56-85 | 54-56  |       |

### Groupe H
| Rang | Équipe    | Pts | J | G | P | Pp  | Pc  | Diff |  | Résultats (dom.\ext.) |       |        |        |       |
| ---- | --------- | --- | - | - | - | --- | --- | ---- |  | --------------------- | ----- | ------ | ------ | ----- |
| 1    | Italie    | 11  | 6 | 5 | 1 | 420 | 323 | 97   |  | Italie                |       | 62-56  | 71-83  | 93-33 |
| 2    | Suède     | 10  | 6 | 4 | 2 | 432 | 339 | 93   |  | Suède                 | 47-69 |        | 63-55  | 91-51 |
| 3    | Croatie   | 9   | 6 | 3 | 3 | 442 | 329 | 113  |  | Croatie               | 52-64 | 54-57  |        | 90-27 |
| 4    | Macédoine | 6   | 6 | 0 | 6 | 258 | 561 | -303 |  | Macédoine             | 52-61 | 48-118 | 47-108 |       |

## Classement des meilleurs deuxièmes
Les six meilleures nations classées deuxièmes de leur groupe sont qualifiées pour le tournoi final.
Elles sont départagées en fonction des critères suivants :
1. le nombre de points au classement ;
2. la différence de points (marqués et encaissés) ;
3. le nombre de points marqués.

| Rang | Équipe                       | Pts | J | G | P | Pp  | Pc  | Diff |
| ---- | ---------------------------- | --- | - | - | - | --- | --- | ---- |
| 1    | Belgique (poule G)           | 11  | 6 | 5 | 1 | 477 | 348 | 129  |
| 2    | Biélorussie (poule B)        | 11  | 6 | 5 | 1 | 448 | 358 | 90   |
| 3    | Slovénie (poule E)           | 11  | 6 | 5 | 1 | 455 | 404 | 51   |
| 4    | Hongrie (poule C)            | 10  | 6 | 4 | 2 | 544 | 348 | 196  |
| 5    | Ukraine (poule F)            | 10  | 6 | 4 | 2 | 475 | 367 | 108  |
| 6    | Suède (poule H)              | 10  | 6 | 4 | 2 | 432 | 339 | 93   |
| 7    | Grèce (poule D)              | 10  | 6 | 4 | 2 | 431 | 379 | 52   |
| 8    | Bosnie-Herzégovine (poule A) | 10  | 6 | 4 | 2 | 493 | 452 | 41   |

- Nations qualifiées en tant que meilleurs deuxièmes pour l’Eurobasket féminin 2019
- Nations non qualifiées pour l’Eurobasket féminin 2019